# Joshua Eagle
Joshua Eagle (* 10. května 1973 Toowoomba, Queensland) je bývalý australský profesionální tenista, deblový specialista. Na okruhu ATP vyhrál pět turnajů ve čtyřhře. Nejvýše postavený na žebříčku ATP pro čtyřhru byl v dubnu 2001 na 11. místě.
V roce 1991 vyhrál společně s Grantem Doylem juniorku Australian Open ve čtyřhře.
Jeho manželkou je bývalá rakouská tenistka Barbara Schettová, se níž má syna Noaha (nar. 2009). Společně se probojovali do finále smíšené čtyřhry na Australian Open 2001.

## Finálová utkání na okruhu ATP
| Legenda – tituly (před/od 2009)                                |
| D – dvouhra; Č – čtyřhra                                       |
| Grand Slam (0)                                                 |
| Tennis Masters Cup / ATP World Tour Finals (0)                 |
| ATP Masters Series / ATP World Tour Masters 1000 (0)           |
| ATP International Series Gold (2Č) / ATP World Tour 500 series |
| ATP International Series (3Č) / ATP World Tour 250 series      |

### Čtyřhra

#### Vítěz (5)
| Č. | Datum             | Turnaj              | Povrch | Spoluhráč      | Finalisté                         | Výsledek      |
| 1. | 12. leden 1998    | Adelaide, Austrálie | tvrdý  | Andrew Florent | Ellis Ferreira Rick Leach         | 6–4, 6–7, 6–3 |
| 2. | 5. březen 2001    | Dubai, SAE          | tvrdý  | Sandon Stolle  | Daniel Nestor Nenad Zimonjić      | 6–4, 6–4      |
| 3. | 15. červenec 2002 | Gstaad, Švýcarsko   | antuka | David Rikl     | Massimo Bertolini Cristian Brandi | 7–6(5), 6–4   |
| 4. | 22. červenec 2002 | Stuttgart, Německo  | antuka | David Rikl     | David Adams Gastón Etlis          | 6–3, 6–4      |
| 5. | 7. říjen 2002     | Vídeň, Rakousko     | tvrdý  | Sandon Stolle  | Jiří Novák Radek Štěpánek         | 6–4, 6–3      |